# サムター郡 (サウスカロライナ州)
サムター郡（英: Sumter County）は、アメリカ合衆国サウスカロライナ州の中央部に位置する郡である。人口は10万5556人（2020年） 。郡庁所在地はサムターである。

## 概要
2010年国勢調査での人口は107,456人であり、2000年の104,646人から2.7%増加した。郡庁所在地はサムター市（人口40,524人）であり、同郡で人口最大の都市でもある。サムター郡は1798年に設立され、郡名はサウスカロライナ出身でアメリカ独立戦争の英雄になったトマス・サムターに因んで名付けられた。
サムター郡はサムター大都市圏に属している。郡内にはショー・アメリカ空軍基地がある。ここにはアメリカ空軍第9司令部があり、F-16戦闘機の基地として最大である。

## 地理
アメリカ合衆国国勢調査局に拠れば、郡域全面積は682平方マイル (1,766 km2)であり、このうち陸地665平方マイル (1,723 km2)、水域は17平方マイル (43 km2)で水域率は2.44%である。

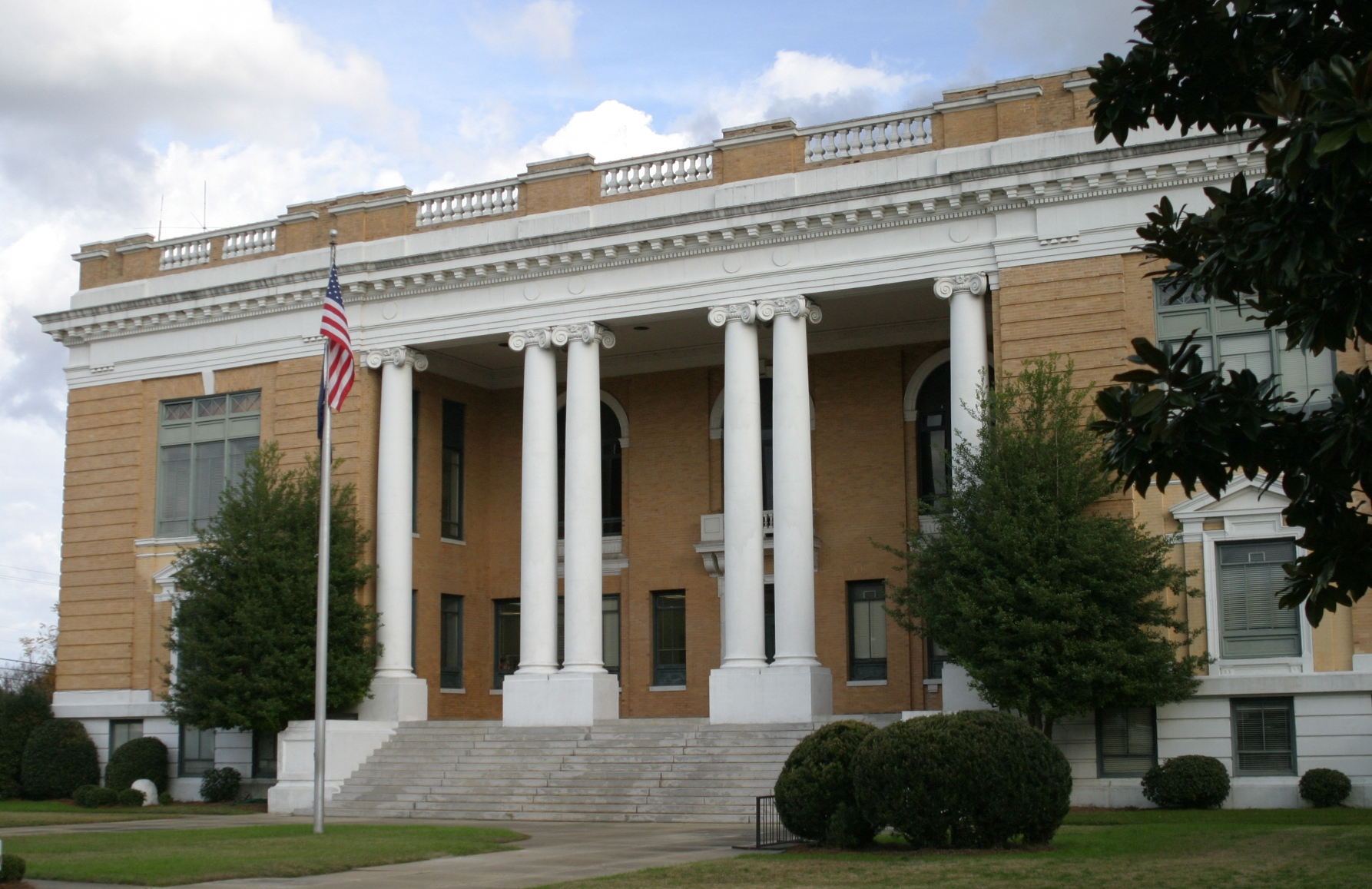
サムター市にあるサムター郡庁舎

### 隣接する郡
- リー郡 - 北
- フローレンス郡 - 北東
- クラレンドン郡 - 南
- カルフーン郡 - 南西
- リッチランド郡 - 西
- カーショー郡 - 北西

## 人口動態
以下は2000年国勢調査による人口統計データである。
| 基礎データ - 人口: 104,646人 - 世帯数: 37,728 世帯 - 家族数: 27,616 家族 - 人口密度: 61人/km2（157人/mi2） - 住居数: 41,751軒 - 住居密度: 24軒/km2（63軒/mi2） 人種別人口構成 - 白人: 70.13% - アフリカン・アメリカン: 26.68% - ネイティブ・アメリカン: 0.27% - アジア人: 0.90% - 太平洋諸島系: 0.06% - その他の人種: 0.80% - 混血: 1.16% - ヒスパニック・ラテン系: 1.83% | 年齢別人口構成 - 18歳未満: 28.1% - 18-24歳: 10.5% - 25-44歳: 29.4% - 45-64歳: 20.7% - 65歳以上: 11.2% - 年齢の中央値: 33歳 - 性比（女性100人あたり男性の人口） - 総人口: 93.9 - 18歳以上: 90.2 世帯と家族（対世帯数） - 18歳未満の子供がいる: 36.5% - 結婚・同居している夫婦: 50.2% - 未婚・離婚・死別女性が世帯主: 18.3% - 非家族世帯: 26.8% - 単身世帯: 23.2% - 65歳以上の老人1人暮らし: 8.5% - 平均構成人数 - 世帯: 2.68人 - 家族: 3.17人 | 収入と家計 - 収入の中央値 - 世帯: 33,278米ドル - 家族: 38,970米ドル - 性別 - 男性: 28,083米ドル - 女性: 21,162米ドル - 人口1人あたり収入: 15,657米ドル - 貧困線以下 - 対人口: 16.2% - 対家族数: 13.1% - 18歳未満: 21.6% - 65歳以上: 17.4% |

## 都市と町

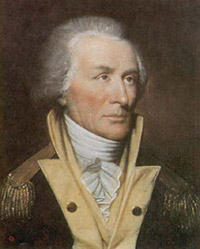
レンブラント・ピールが描いたトマス・サムターの肖像画

| - サムター - 郡庁所在地 - ケインサバンナ - チェリーベイル - ダルゼル - イーストサムター - ホレイショ - レイクウッド - メイズビル - ミルウッド - マルベリー | - オークランド - オスウェゴ - パインウッド - プライバティア - レンバート - シャイロー - サウスサムター - ステイトバーグ - ウェッジフィールド - ウェッジウッド |

## 対外関係

### 姉妹都市･提携都市
姉妹都市
- 台中市（中華民国 直轄市） 
1986年6月5日 姉妹都市提携